# チョクトー郡 (ミシシッピ州)
チョクトー郡（英: Choctaw County）は、アメリカ合衆国ミシシッピ州の中央部に位置する郡である。2010年国勢調査での人口は8,547人であり、2000年の9,758人から12.4%減少した。郡庁所在地はアッカーマン町（人口1,510人）であり、同郡で人口最大の町でもある。郡名はチョクトー族インディアンから採られた。

## 地理
アメリカ合衆国国勢調査局に拠れば、郡域全面積は419.81平方マイル (1,087.3 km2)であり、このうち陸地419.10平方マイル (1,085.5 km2)、水域は0.71平方マイル (1.8 km2)で水域率は0.17%である。

### 隣接する郡
- ウェブスター郡 - 北
- オクティベハ郡- 東
- ウィンストン郡 - 南東
- アタラ郡 - 南西
- モンゴメリー郡 - 西

### 国立保護地域
- ナチェズ・トレイス・パークウェイ（部分）
- トンビッグビー国立の森（部分）

## 人口動態
以下は2000年の国勢調査による人口統計データである。
| 基礎データ - 人口: 9,758人 - 世帯数: 3,686 世帯 - 家族数: 2,668 家族 - 人口密度: 9人/km2（23人/mi2） - 住居数: 4,249軒 - 住居密度: 4軒/km2（10軒/mi2） 人種別人口構成 - 白人: 68.03% - アフリカン・アメリカン: 30.68% - ネイティブ・アメリカン: 0.31% - アジア人: 0.13% - 太平洋諸島系: 0.01% - その他の人種: 0.42% - 混血: 0.42% - ヒスパニック・ラテン系: 0.81% | 年齢別人口構成 - 18歳未満: 27.8% - 18-24歳: 8.8% - 25-44歳: 24.9% - 45-64歳: 23.5% - 65歳以上: 15.0% - 年齢の中央値: 37歳 - 性比（女性100人あたり男性の人口） - 総人口: 91.9 - 18歳以上: 88.4 世帯と家族（対世帯数） - 18歳未満の子供がいる: 32.6% - 結婚・同居している夫婦: 53.3% - 未婚・離婚・死別女性が世帯主: 14.6% - 非家族世帯: 27.6% - 単身世帯: 25.0% - 65歳以上の老人1人暮らし: 12.2% - 平均構成人数 - 世帯: 2.56人 - 家族: 3.06人 | 収入と家計 - 収入の中央値 - 世帯: 27,020米ドル - 家族: 31,095米ドル - 性別 - 男性: 26,966米ドル - 女性: 17,798米ドル - 人口1人あたり収入: 13,474米ドル - 貧困線以下 - 対人口: 24.7% - 対家族数: 17.7% - 18歳未満: 33.8% - 65歳以上: 21.3% |

## 都市と町

### 町
- アッカーマン - 郡庁所在地
- フレンチキャンプ
- マチストン（大半はウェブスター郡）
- ウェア

### 未編入の町
- チェスター
- リフォーム

### 廃村
- バンクストン

## 教育

### 初等中等教育
チョクトー郡教育学区が公立学校を運営している。アッカーマン高校とウェア・アテンダンス・センターが中等教育を行っている。
9年生から12年生までの教育を行う私立のフレンチキャンプ・アカデミーがフレンチキャンプの町にある。

### 高等教育機関
チョクトー郡の中心から半径60マイル (100 km) 以内にある高等教育機関として下記のものがある。
- 東ミシシッピ・コミュニティカレッジ、キャンパスはコロンバス、メイヒュー、スクーバにある
- ホームズ・コミュニティカレッジ、キャンパスはグッドマンとグレナダにある
- ミシシッピ州立大学（英語版）、スタークビル市
- ミシシッピ女子大学、コロンバス市